# Воронянщина (Шишацкий район)
Воронянщина (укр. Воронівщина) — село,
Гоголевский сельский совет,
Шишацкий район,
Полтавская область,
Украина.
Код КОАТУУ — 5325781602. Население по переписи 2001 года составляло 193 человека.

## Географическое положение
Село Воронянщина находится в 2,5 км от правого берега реки Средняя Говтва,
в 0,5 км от села Гоголево.
По селу протекает пересыхающий ручей с запрудой.